# Thea Steinbrecher

Handsignierte Porträt-Postkarte K. 1630 des Verlags Photochemie, Berlin

Theresia „Thea“ Steinbrecher (* 9. Juli 1884 in München; † 29. November 1947 ebenda) war eine deutsche Schauspielerin bei Bühne und Film sowie Drehbuch- und Hörspielautorin.

## Leben und Wirken
Die Tochter des Eisendrehers Johann Steinbrecher und seiner Frau Anna, geb. Gemoser, arbeitete zunächst als Verkäuferin. Anschließend erhielt sie in ihrer Heimatstadt München Schauspielunterricht und gab am dortigen Volkstheater in der Spielzeit 1908/1909 ihren Bühneneinstand. In der Spielzeit 1912/13 hatte sie am Münchner Schauspielhaus u. a. Julius Seger, Adolf Grell (der Vater von Adolf Gondrell), Rolf Randolf und Lina Woiwode als Ensemblekollegen. Nahezu zeitgleich trat erstmals der Film an sie heran.
Bei Peter Ostermayrs Münchner Kunstfilm gab Thea Steinbrecher ihren Einstand, intensiv zu filmen begann sie jedoch erst im letzten Weltkriegsjahr 1918. Steinbrecher spielte in Bergdramen Ostermayrs und in ähnlich gelagerten Produktionen der soeben gegründeten Münchner Lichtspielkunst (Emelka). Dabei handelte es sich zum Teil um Adaptionen von Heimatromanen Ludwig Ganghofers. Gelegentlich steuerte sie zu ihren Filmen auch die Drehbücher bei.
1921 lernte Thea Steinbrecher bei den Dreharbeiten zu Sterbende Völker den Regisseur Robert Reinert (1872–1928) kennen, den sie im November 1927 heiratete. Bereits 1922 war ihre filmische Tätigkeit beendet. Nach dem Tod ihres Ehemannes verlegte sie sich auf das Verfassen von Hörspielen für den Bayerischen Rundfunk (ab 1933 Reichssender München) und schrieb Artikel für die Bayerische Funkwoche.
Zuletzt in Rimsting am Chiemsee wohnhaft, starb Thea Steinbrecher Ende November 1947 an den Folgen eines Darmkarzinoms im Klinikum rechts der Isar in München.

## Filmografie
- 1913: Ach, wie ist’s möglich dann…
- 1914: Das Heldenmädchen aus den Vogesen
- 1915: Gustls Seitensprung
- 1916: Der Lautenmacher von Mittenwald
- 1916: Seine schwache Stunde (Kurzfilm)
- 1917: Die Försterloni
- 1917: Onkel Tobias als Tugendwächter
- 1918: Der Friedl vom Hochland
- 1918: Im Laden nebenan
- 1919: Der Jäger von Fall
- 1919: Künstlerspesen
- 1919: Keck muß man sein (auch Drehbuch)
- 1919: Die nicht sterben dürfen
- 1919: Gewitter im Mai
- 1919: Der Edelweißkönig
- 1919: Foxtrott-Papa (auch Drehbuch)
- 1920: Der Ochsenkrieg
- 1920: Der Klosterjäger
- 1921: Der Mann im Salz
- 1921: Die Trutze von Trutzberg
- 1922: Sterbende Völker (2 Teile)